# Лесюёр, Блез Николя
Блез-Николя Лесюёр, Ле Сюёр, также Лесюер (нем. Blaise Nicolas Le Sueur ou Lesueur; 29 октября 1714, Париж — 19 января 1783, Берлин) — немецкий живописец, рисовальщик и гравёр академического направления, директор Прусской королевской академии искусств (1756–1783) .

## Биография
Блез-Николя Ле Сюёр родился в семье парижского рисовальщика и гравёра Николя Леcюёра (1691—1764). Получив начальное образование в Париже, он стал учеником живописца-портретиста Жана Батиста Ван Лоо.
В 1751 году был принят в Прусскую королевскую академию искусств в Берлине, а в 1757 году стал преемником скончавшегося Антуана Пэна в должности директора академии и обеспечивал управление этим учреждением до своей смерти.
Как директор Берлинской академии искусств Лесюер оказал влияние живописца-пейзажиста Якоба Филиппа Хаккерта и художника исторического жанра Бернхарда Роде, его преемника в должности директора Академии. В 1742 году здание Академии сгорело, занятия проводились в домах преподавателей, и Лесюер также обучал у себя дома, главным образом основам рисования. В числе его известных учеников были Пауль Барду, Фридрих Антон де Лорман, Генрих Готлиб Эккерт (1751—1817) и Иоганн Карл Фельбер (1743—1768). Он также обучал Даниеля Бергера технике гравирования.

## Галерея

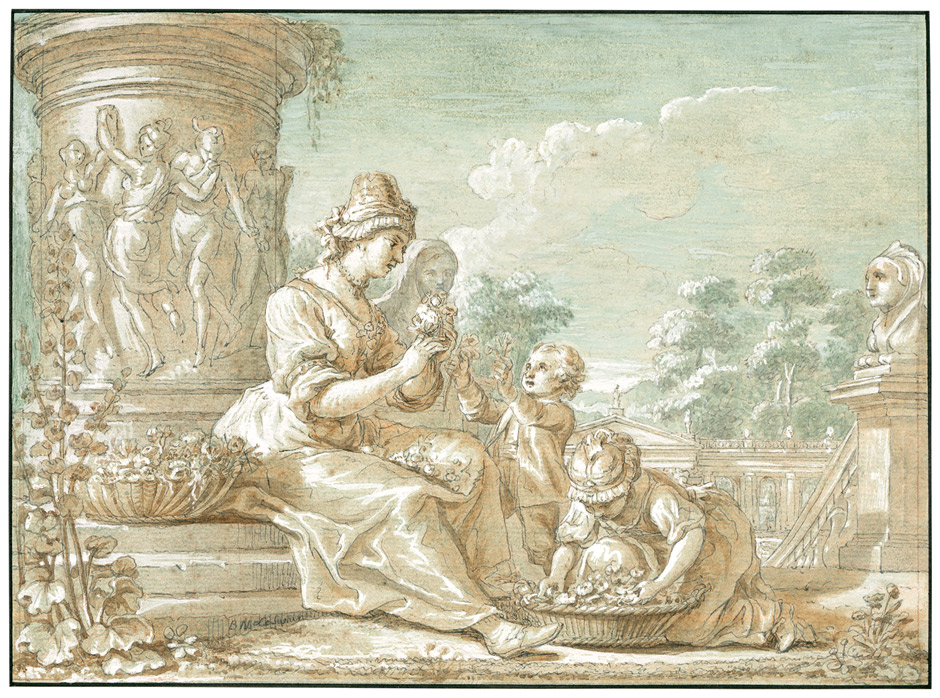
Аллегория Лета. Бумага, акварель, бистр, перо, кисть, белила
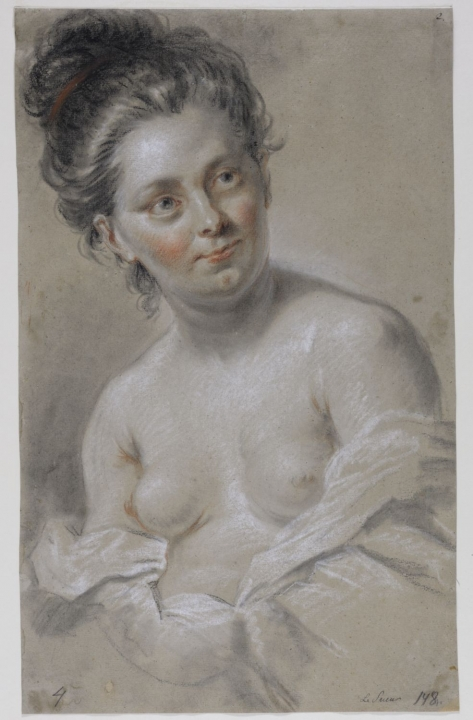
Обнажённая девушка. После 1750. Тонированная бумага, пастель, сангина, мел. Библиотека Варшавского университета
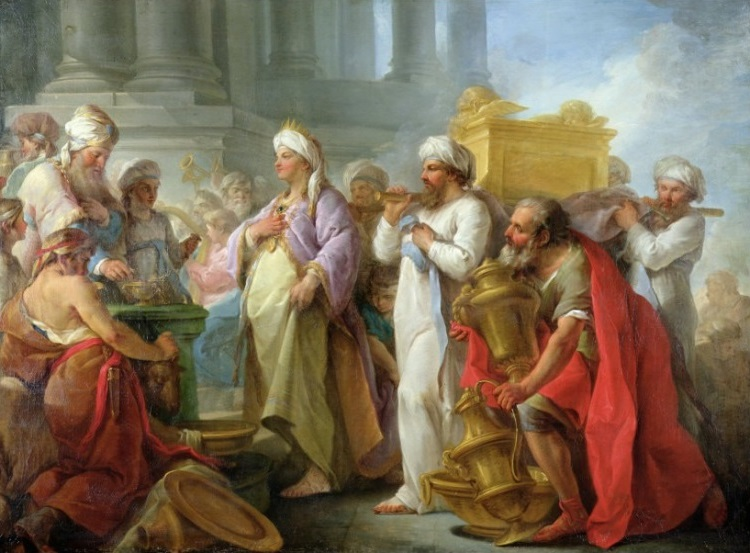
Соломон перед Ковчегом Завета. 1747. Холст, масло. Музей изящных искусств, Кан
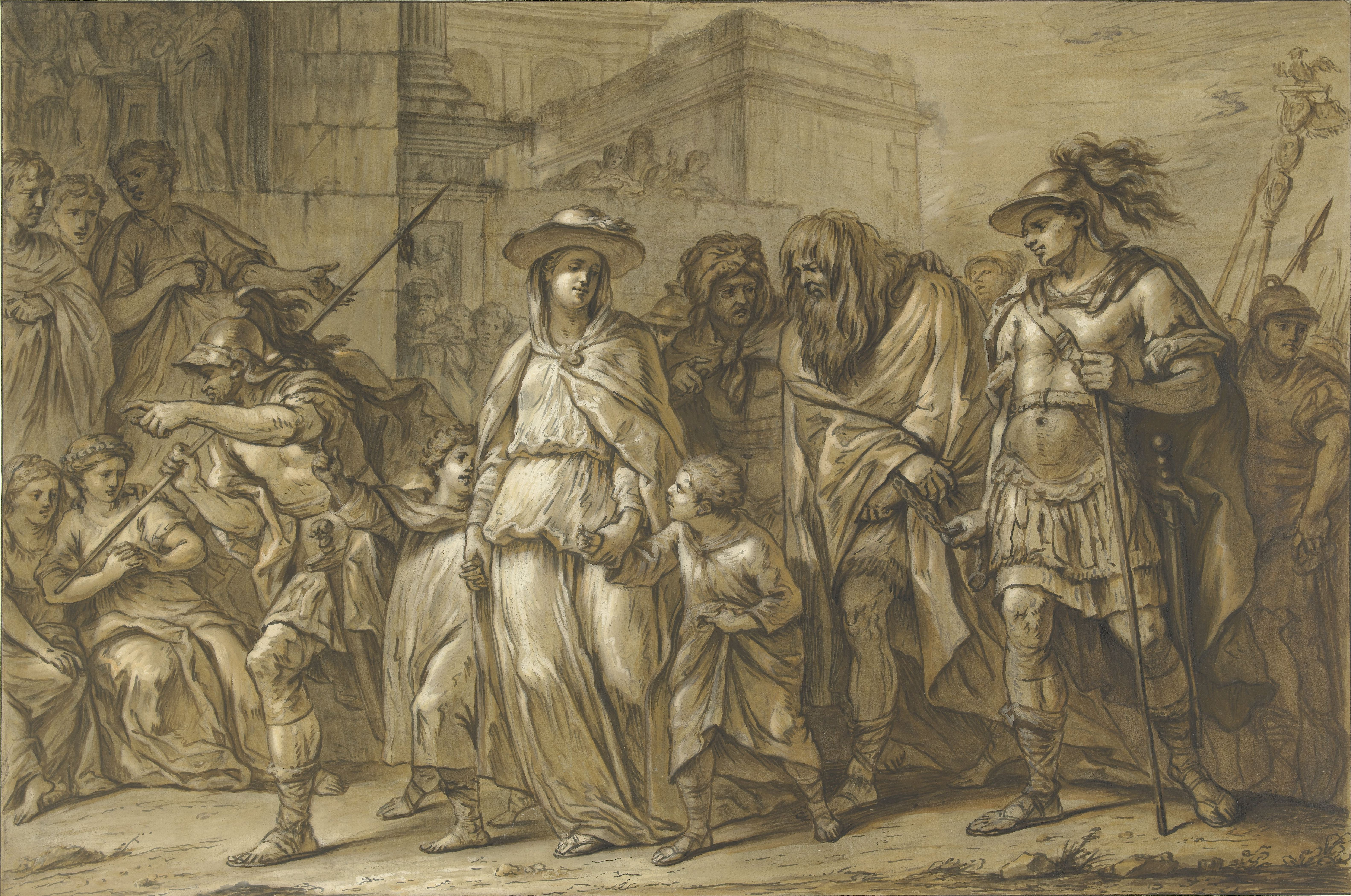
Юлий Сабин и Эппонина с двумя детьми взяты в плен в Риме. Между 1726 и 1783. Тонированная бумага, акварель, сепия, перо, кисть, белила. Рейксмюсеум, Амстердам
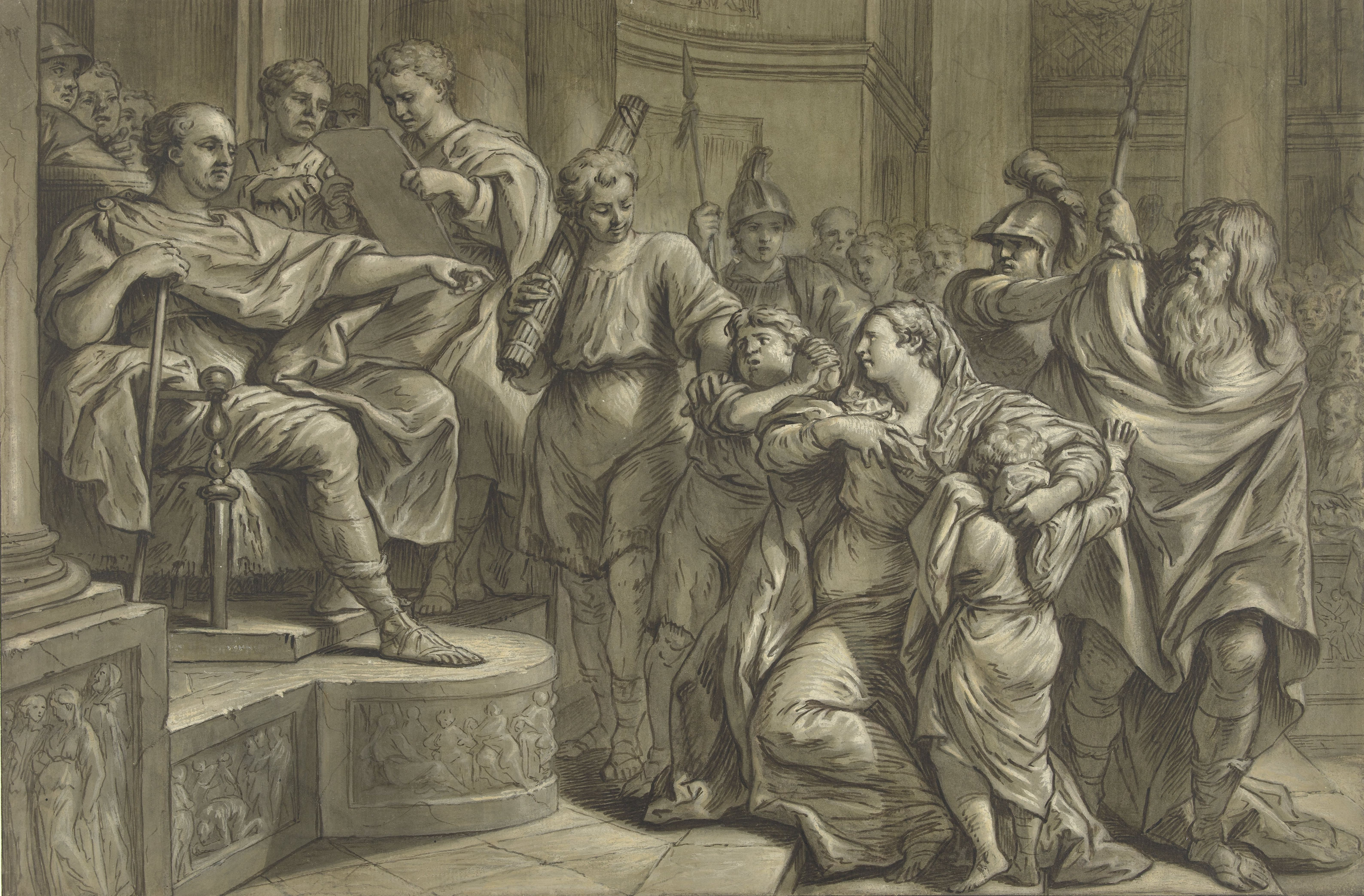
Эпонина просит Веспасиана о пощаде для Сабины и её детей. Между 1726 и 1783. Тонированная бумага, акварель, сепия, перо, кисть, белила. Рейксмюсеум, Амстердам
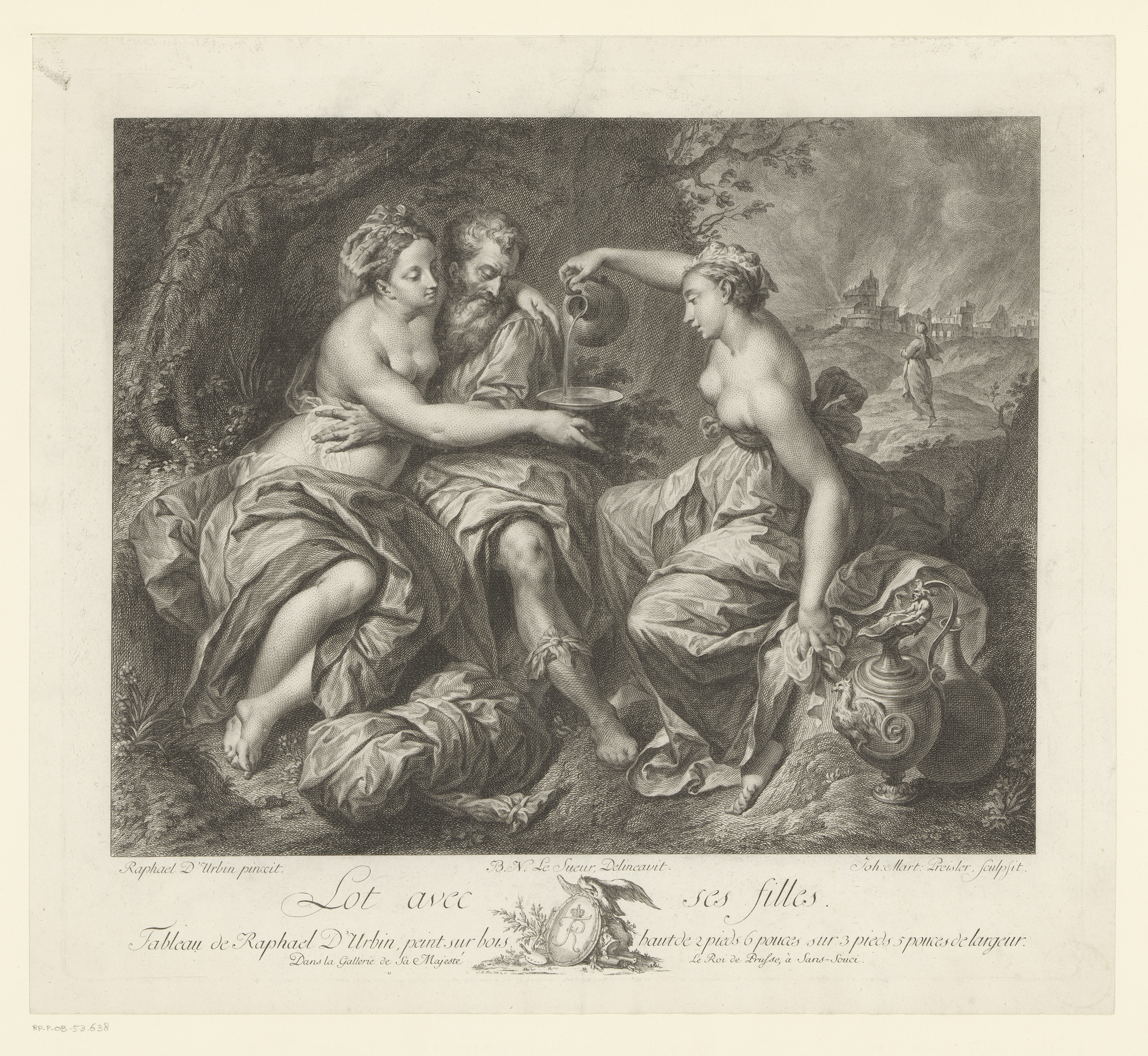
Лот с дочерьми. Офорт, резец. Между 1725 и 1794. Рейксмюсеум, Амстердам